# Moselkern
Moselkern ist eine Ortsgemeinde im Landkreis Cochem-Zell in Rheinland-Pfalz. Sie gehört seit 1. Juli 2014 der Verbandsgemeinde Cochem an und liegt an der Mündung des Elzbachs in die Mosel.

## Nachbargemeinden
Nachbargemeinden sind Müden (Mosel) im Westen, die Stadt Münstermaifeld (durch ihren Stadtteil Lasserg) und Wierschem im Norden, sowie Burgen (Untermosel) und Hatzenport im Nordosten.

## Geschichte

### Allgemein
Eine villa Kerne wird um 1100 im Güterverzeichnis des Stiftes St. Kastor in Karden genannt.
Mit der Besetzung des linken Rheinufers 1794 durch französische Revolutionstruppen endete die Herrschaft Kurtriers, von 1798 bis 1814 gehörte Moselkern zum Kanton Münstermaifeld. 1815 wurde der Ort auf dem Wiener Kongress dem Königreich Preußen zugeordnet.
Seit 1946 ist der Ort Teil des damals neu gebildeten Landes Rheinland-Pfalz.

### Wollfabrik Moselkern

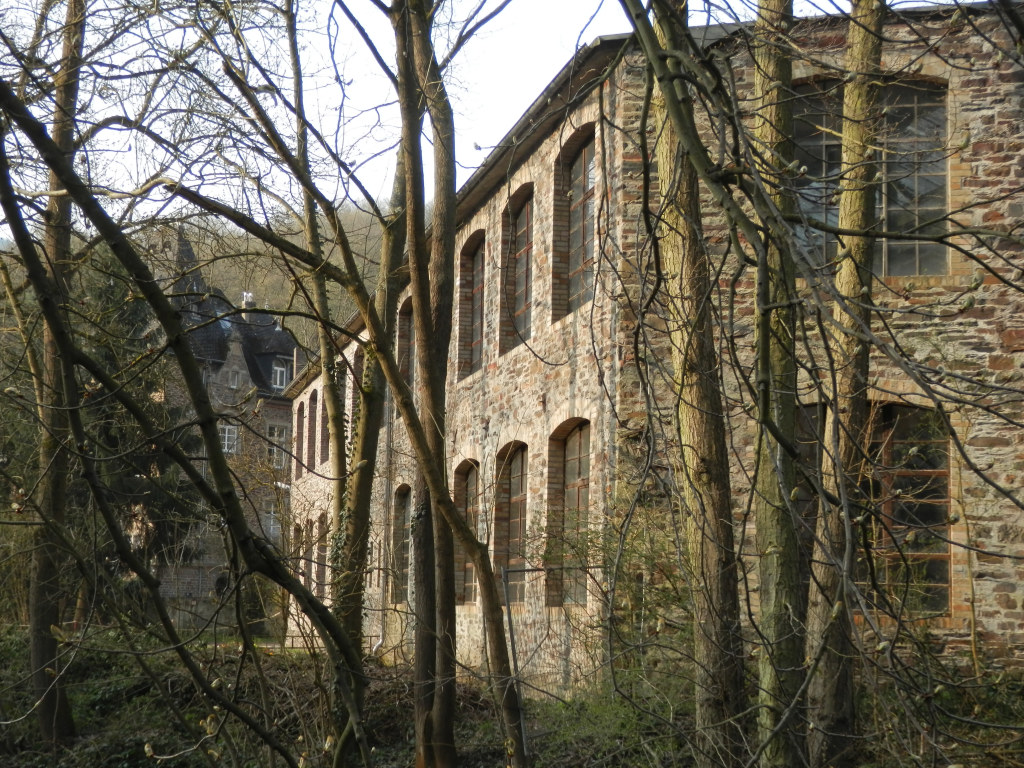
Wollfabrik und Villa in Moselkern

1813 wurde die Decken- und Flanellfabrik C. Haan & Söhne auf dem Gelände einer alten Lohmühle an der Elz gegründet. 1892 erbauten die Besitzer eine repräsentative Fabrikantenvilla. Die Wollfabrik arbeitete bis in das 20. Jahrhundert und ging endgültig 1993 in Konkurs. Seit 2012 versucht ein Förderverein, das denkmalgeschützte Gebäude mit kulturellem Leben zu füllen.

## Politik

### Gemeinderat
Der Gemeinderat in Moselkern besteht aus zwölf Ratsmitgliedern, die bei der Kommunalwahl am 9. Juni 2024 in einer personalisierten Verhältniswahl gewählt wurden, und dem ehrenamtlichen Ortsbürgermeister als Vorsitzendem.
Die Sitzverteilung im Gemeinderat:
| Wahl | CDU | WGM a | WGB b | WGK c | Gesamt   |
| ---- | --- | ----- | ----- | ----- | -------- |
| 2024 | 7   | 5     | –     | –     | 12 Sitze |
| 2019 | –   | –     | 7     | 5     | 12 Sitze |

### Bürgermeister
Josef Weckbecker (CDU) wurde am 5. Juli 2024 Ortsbürgermeister von Moselkern.  Bei der Direktwahl am 9. Juni 2024 hatte er sich mit einem Stimmenanteil von 50,1 %, und damit mit nur einer Stimme Unterschied, gegen den Amtsinhaber durchgesetzt.
Weckbeckers Vorgänger Peter Mayer hatte das Amt am 26. Juni 2019 übernommen. Bei der Direktwahl am 26. Mai 2019 war er mit einem Stimmenanteil von 51,88 % für fünf Jahre gewählt worden. Mayers Vorgänger als Ortsbürgermeister war bis 2019 Wolfgang Kratz.

### Wappen
Die Gemeinde führt seit 1982 folgendes Wappen:

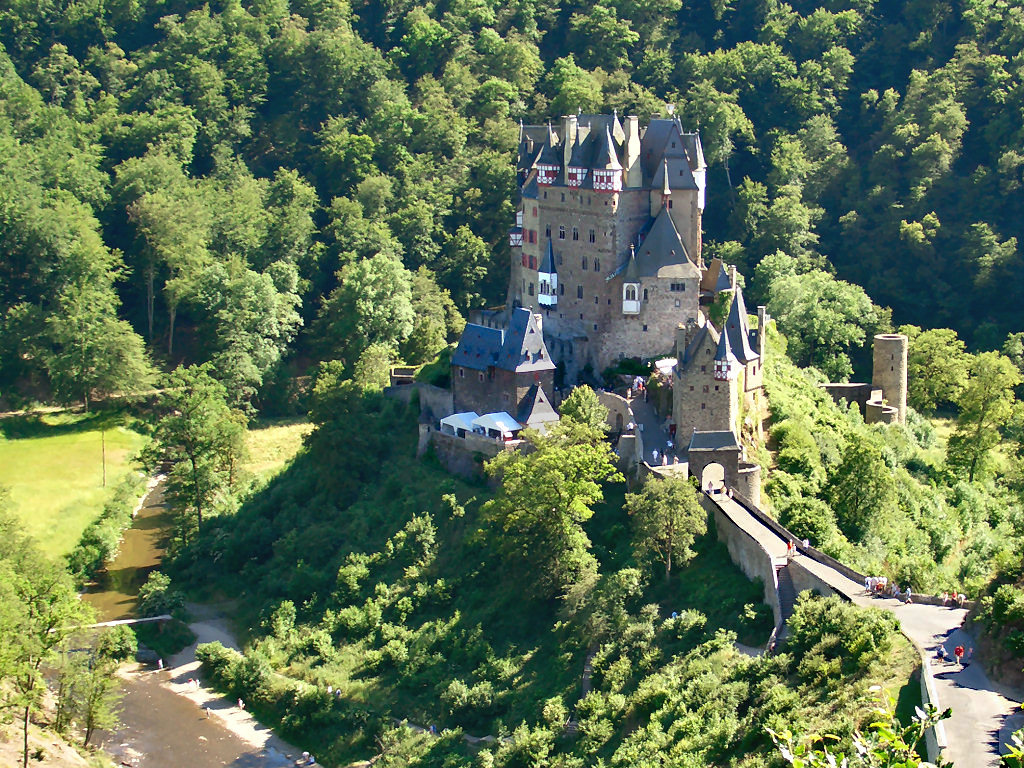
Der Elzbach und die Burg Eltz

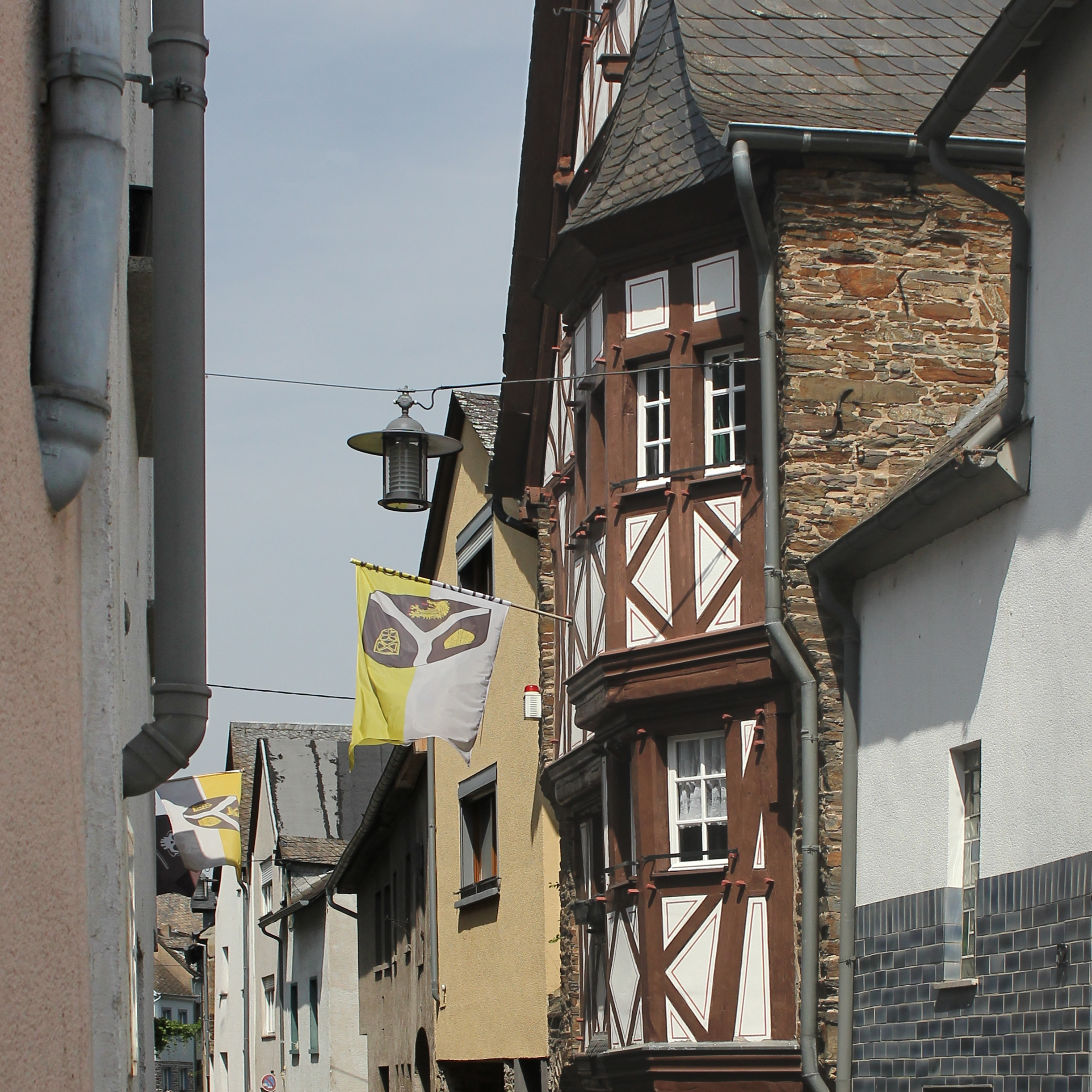
Altes Rathaus

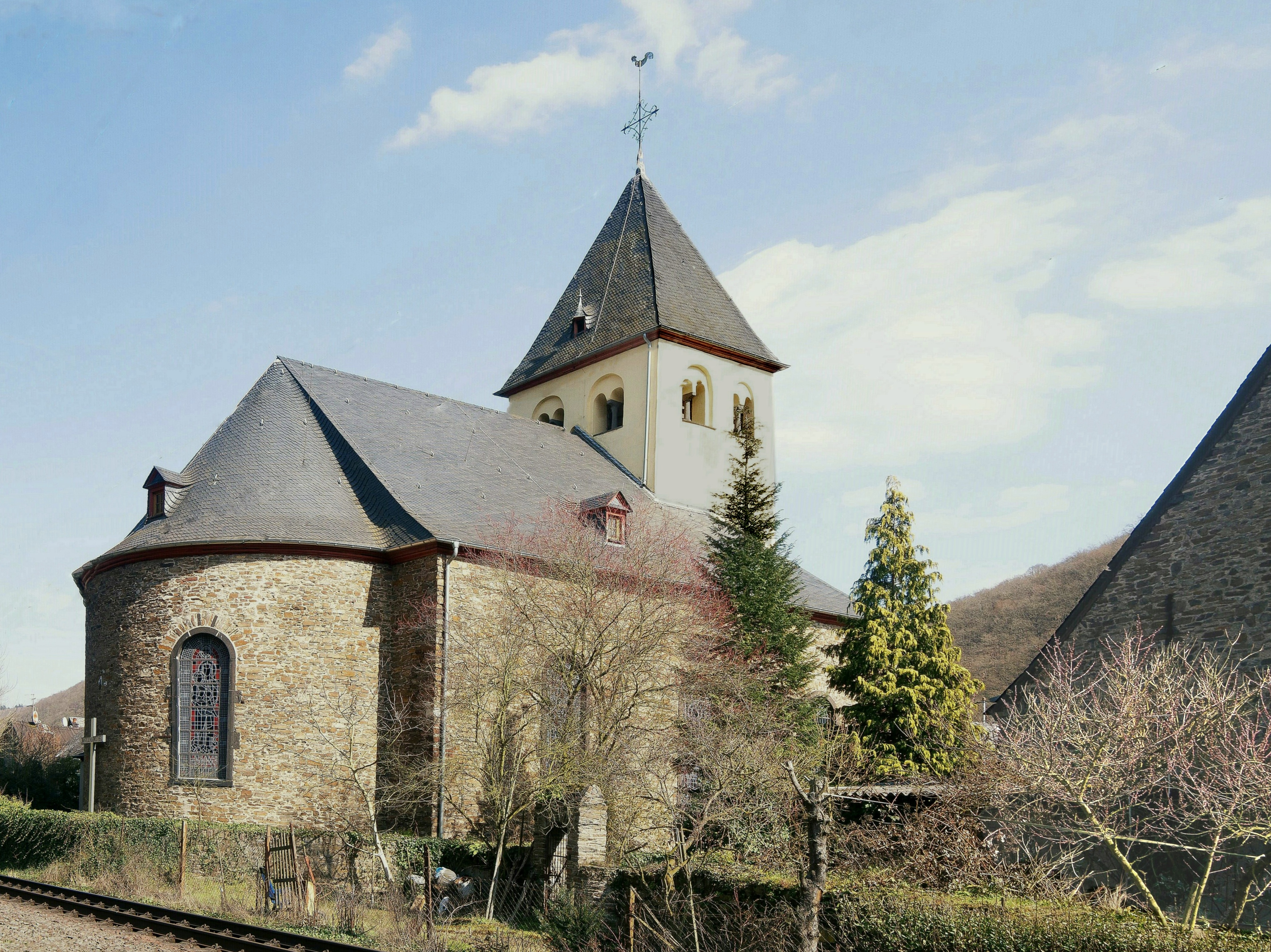
Kirche St. Valerius

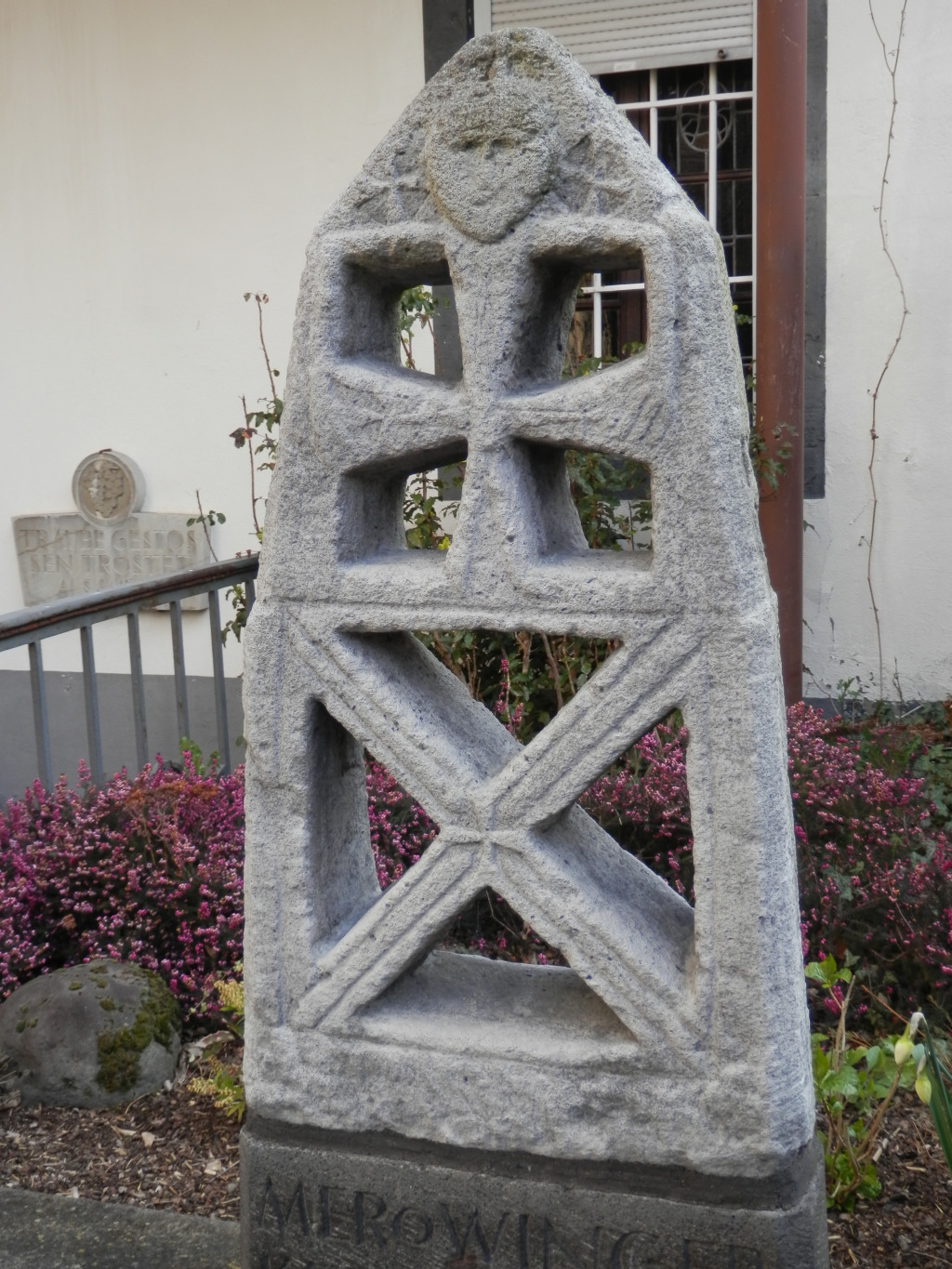
Merowinger-Kreuz

| Wappen von Moselkern | Blasonierung: „In Schwarz eine silberne wellenförmige Deichsel, oben ein rotbewehrter und -gezungter goldener Löwenkopf, vorne ein goldener Grabstein, hinten eine goldene Mitra.“ |
| Wappen von Moselkern | Wappenbegründung: Die wellenförmige Deichsel weist auf den Zusammenfluss der Elz in die Mosel hin, an dem der Ort Moselkern liegt. Der Grabstein ist eine Abbildung des um 1800 ausgegrabenen Merowingersteins aus dem 7. Jahrhundert, eine der frühesten monumentalen christlichen Darstellungen des Abendlandes. An den Kirchenpatron, den hl. Bischof Valerius, erinnert die Mitra. Sein Bildnis befindet sich auf dem Gerichts- und Schöffensiegel vom Jahre 1562 und 1765. |

## Bildung
Die Kinder besuchen die Grundschule in Müden. Weiterführende Schulen befinden sich in Treis-Karden, Cochem, Münstermaifeld und Koblenz.

## Sehenswürdigkeiten

### Burg Eltz
In unmittelbarer Nähe des Ortes befindet sich die Burg Eltz (Gemarkung Wierschem).

### Altes Rathaus
Das Moselkerner Rathaus von 1535 ist das älteste Rathaus an der Mosel, das (wieder) als solches genutzt wird. Es ist ein 9 m breiter, 14 m hoher und 18 m tiefer Fachwerkbau mit einer Kapelle im ersten Obergeschoss. In seiner fast fünfhundertjährigen Geschichte diente es unter anderem auch als Schule und ab 1789 für einige Jahre während des Neuaufbaus der Pfarrkirche als Notkirche. 1907 wurde in dem Gebäude ein kleines Kloster der seit 1903 in Moselkern ansässigen Dienerinnen des Heiligsten Herzens Jesu eingerichtet, das bis 1969 bestand. Aufgabe von drei Schwestern des Ordens war die Betreuung junger Fabrikarbeiterinnen, die seit 1903 in Arbeiterhäusern der Haanschen Wollfabrik außerhalb der Ortslage im Elztal untergebracht waren. Dazu gehörte außer dem Schutz vor Gefährdungen unter anderem eine Nähschule. Vor allem aber sollten nicht mehr schulpflichtige Mädchen in Haushalt und Handarbeiten unterwiesen sowie Kinder in einer „Kleinkinderbewahranstalt“ versorgt werden. Pfarrer Alois Conrady, neben dessen Pfarrhaus die Kinderbewahranstalt vorübergehend im Gartenhaus untergebracht war, hatte das fortan „Haus Nazareth“ und im Volksmund „Klösterchen“ genannte alte Rathaus gekauft und seine Restaurierung veranlasst. Die Tätigkeit der zuletzt acht bis zehn Schwestern, die auch die Krankenpflege im Ort übernommen hatten, endete 1969. Danach war das Gebäude noch Kindergarten, bevor es 1971 in Privatbesitz überging und grundlegend saniert wurde. 1997 erwarb es die Gemeinde und seit 2002 ist es wieder Rathaus. Ein kleines Kuriosum am Alten Rathaus ist der im Erdgeschoss eingelassene Metallring, an dem bis zur Französischen Revolution Straftäter festgebunden und dem Spott der Dorfbewohner preisgegeben wurden.

### Kirche St. Valerius
Ein weiteres altes Gebäude des Ortes ist die Kirche St. Valerius. Ihre Geschichte reicht in das 13. Jahrhundert zurück. Aus dieser Zeit ist der im Südosten in das Kirchenschiff einbezogene romanische Turm erhalten. Er wird von dem im Lichten 13 Meter breiten und 16 Meter langen Kirchenschiff umschlossen. Die Mauern der unteren beiden von fünf Geschossen des Turms sind etwa zwei Meter dick. Das dreiachsige Kirchenschiff wurde 1789 aus Bruchstein erbaut. Daran ist eine breite, etwa sechs Meter tiefe halbrunde Apsis mit zwei Fenstern angeschlossen. Die Fenster schuf der Maler Anton Wendling (1891–1965) in den Jahren 1948/49 und 1954.

### Merowinger-Kreuz
Ein Replikat des 1915 in Moselkern gefundenen sogenannten Merowinger-Kreuzes von Moselkern aus dem 7. Jahrhundert steht auf dem Vorplatz der St.-Valerius-Kirche. Es gilt als älteste Darstellung des gekreuzigten Christus in der Monumentalkunst nördlich der Alpen. Das Original befindet sich im Rheinischen Landesmuseum in Bonn.
Siehe auch: Liste der Kulturdenkmäler in Moselkern

## Persönlichkeiten

### Söhne und Töchter der Gemeinde
- Paul Gibbert (1898–1967), Politiker (Zentrumspartei, CDU)

### Persönlichkeiten, die in der Gemeinde gewirkt haben
- Paul Stein (1949–2004), deutscher Grafiker, Maler, Schriftsteller

## Verkehr
Am Bahnhof Moselkern an der Moselstrecke hält die zwischen Koblenz – Treis-Karden und Trier verkehrende RB 81 (Moseltalbahn).